# Tony Gwynn
Anthony Keith »Tony« Gwynn starejši, znan tudi kot Mr. Padre in Captain Video, ameriški poklicni bejzbolist, * 9. maj 1960, Los Angeles, Kalifornija, Združene države Amerike, † 16. junij 2014, Poway, Kalifornija.
Gwynn je v Glavni bejzbolski ligi dvajset let igral v dresu moštva San Diego Padres. Med svojo igralsko potjo je osvojil osem odbijalskih naslovov, s čimer je izenačen za drugi največji tovrstni izkupiček v zgodovini lige. Večina strokovnjakov ga opisuje kot enega najboljših in najstalnejših odbijalcev v zgodovini bejzbola. 15-krat se je udeležil Tekme vseh zvezd lige MLB, za svoje napadalne in obrambne sposobnosti pa je prejel tudi sedem nagrad Srebrnega odbijalca in pet Zlatih rokavic. V Hram Slavnih bejzbola je bil izvoljen v svojem prvem poizkusu leta 2007.
Študiral je na Državni univerzi v San Diegu, kjer je za moštvo San Diego State Aztecs igral košarko in bejzbola. Moštvo San Diego Padres ga je izbralo z 58. izborom nabora lige MLB leta 1981. Bil je glavna zvezda obeh nastopov kluba na Svetovni seriji. Njegovo karierno odbijalsko povprečje je 0,338, v nobeni sezoni pa ni odbijal s povprečjem pod 0,309. Skupno je zbral 3,141 udarcev v polje. Njegov dres s številko 19 so leta 2004 v San Diegu tudi upokojili. Po upokojitvi je postal glavni trener bejzbolskega moštva svoje matične univerze.